# Костољец
Костољец (слч. Kostolec) насељено је мјесто са административним статусом сеоске општине (слч. obec) у округу Повашка Бистрица, у Тренчинском крају, Словачка Република.

## Становништво
| Година:    | 1994. | 2004.   | 2014.    | 2024.    |
| ---------- | ----- | ------- | -------- | -------- |
| Број људи: | 235   | 256     | 228      | 272      |
| Разлика:   |       | +8,93 % | -10,93 % | +19,29 % |

| Година:    | 2023. | 2024.   |
| ---------- | ----- | ------- |
| Број људи: | 273   | 272     |
| Разлика:   |       | -0,36 % |

Према подацима о броју становника из 2024. године насеље је имало 272 становника.